# ジョゼフ・オステルレ
ジョゼフ・オステルレ(Joseph Oesterlé, 1954年 - )は、フランスの数学者。名はジョセフ、姓はエステルレとも表記される。デイヴィッド・マッサーとともに「ディオファントス解析における最も重要な未解決問題」と呼ばれているABC予想を策定した。
彼はブルバキのメンバーである。